# Осиково (област Смолян)
 Тази статия е за село Осиково, област Смолян.  За други села с това име вижте Осиково.  
Осиково е село в Южна България. То се намира в община Девин, област Смолян.
Осиковски рид на Антарктическия полуостров е наименуван на селото.

## География
Село Осиково се намира в планински район.

## История
През 1872 година в селото има 50 къщи. От 1878 до 1886 година то попада в т. нар. Тъмръшка република. През 1920 година в селото живеят 401 души, през 1946 – 446 души, а през 1965 – 503 души.

## Религии
В османски списък на селищата и броя на немюсюлманските домакинства в тях от Пловдивско и Пазарджишко от 8 ноември 1636 година се посочва, че броят на немюсюлманските домакинства в Осиково е 25. В друг документ от 28 февруари 1651 година се посочва, че в село Осиково с друго име Дереджик броят на немюсюлманските семейства е 10 + 2 нови. Според Любомир Милетич към 1912 година населението на село Осиково се състои изцяло от българи.
В документ от главното мюфтийство в Истанбул, изброяващ вакъфите в Княжество България, допринасяли в полза на ислямските религиозни, образователни и благотворителни институции в периода 16 век – 1920 година, съставен в периода от 15.09.1920 до 03.09.1921 година, като вакъфско село се споменава и Осиково (Osikovo).
В селото съществува и общност на Българска Божия църква.

## Обществени институции
- Кметство Осиково;
- Основно училище „Димитър Благоев“;
- Народно читалище „Съединение“;
- Мюсюлманско джамийско настоятелство;
- Християнско църковно настоятелство;